# 伊拉瓦拉

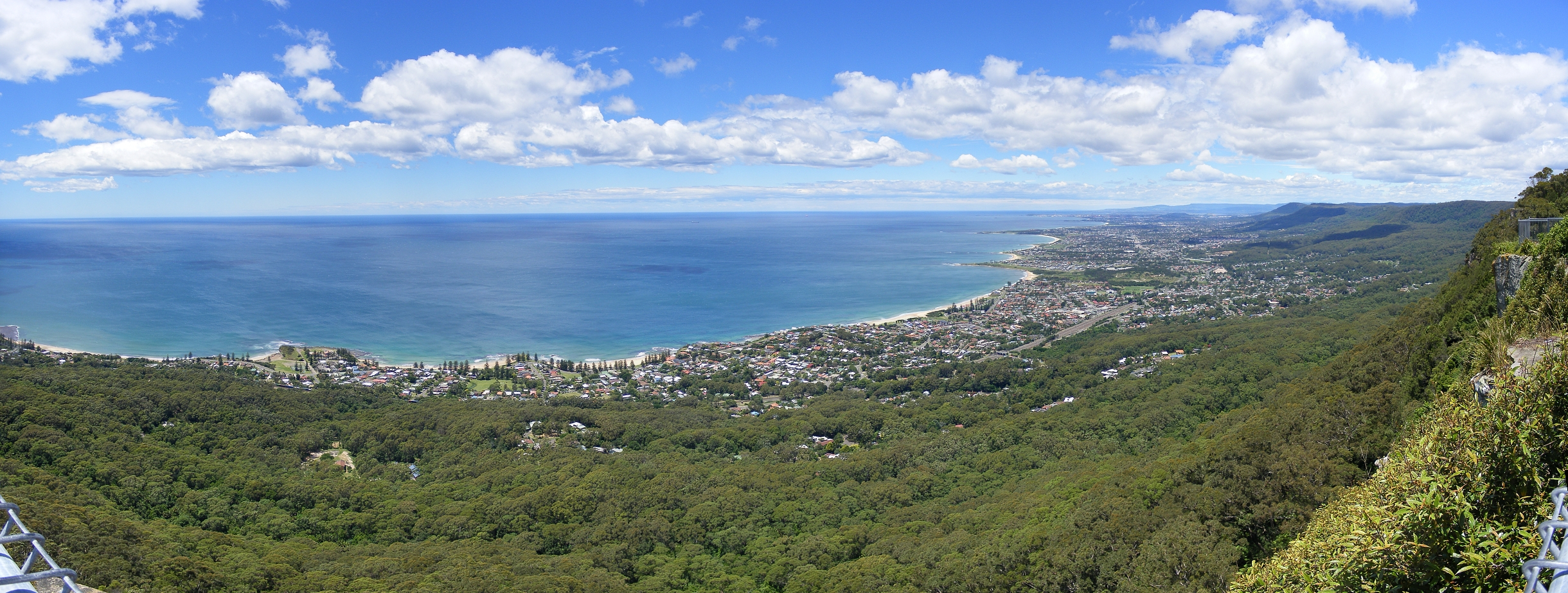
俯视北伊拉瓦拉平原

伊拉瓦拉（英語：Illawarra）为澳洲新南威尔士州首府城市悉尼南部的一个临海区域，位于悉尼都会区（北）与肖尔黑文地区（南）之间。地区内最大城市为卧龙岗。
该地区名称可能源于当地原住民语言，意为“临海的高地”。地区内主要是沿海的平原地形，呈北窄南宽状。以东为太平洋，以西则为南部高地东缘的高山陡坡。地区中部为伊拉瓦拉湖。
地区内的主要经济为农牧业、采矿业与炼钢业。